# Chavanoz
Chavanoz é uma comuna francesa na região administrativa de Auvérnia-Ródano-Alpes, no departamento de Isère. Estende-se por uma área de 8,24 km². Em 2010 a comuna tinha 4 840 habitantes (densidade: 587,4 hab./km²).